# Хайнань
Хайна́нь (кит. упр. 海南, пиньинь Hǎinán, буквально: «морской юг») — провинция на юге Китая. Включает в себя крупный одноимённый остров и ряд малых островов: Цичжоу, Дачжоудао, Симаочжоу и другие. Согласно переписи 2020 года в провинции проживало 10,081 млн человек.
Административный центр и крупнейший город — Хайкоу. Другие важнейшие города: Санья, Дунфан, Даньчжоу, Цюнхай.

## Этимология
Название происходит от китайских слов хай — «море», нань — «юг», то есть «южнее моря» (морского пролива, отделяющего остров от материка).

## География

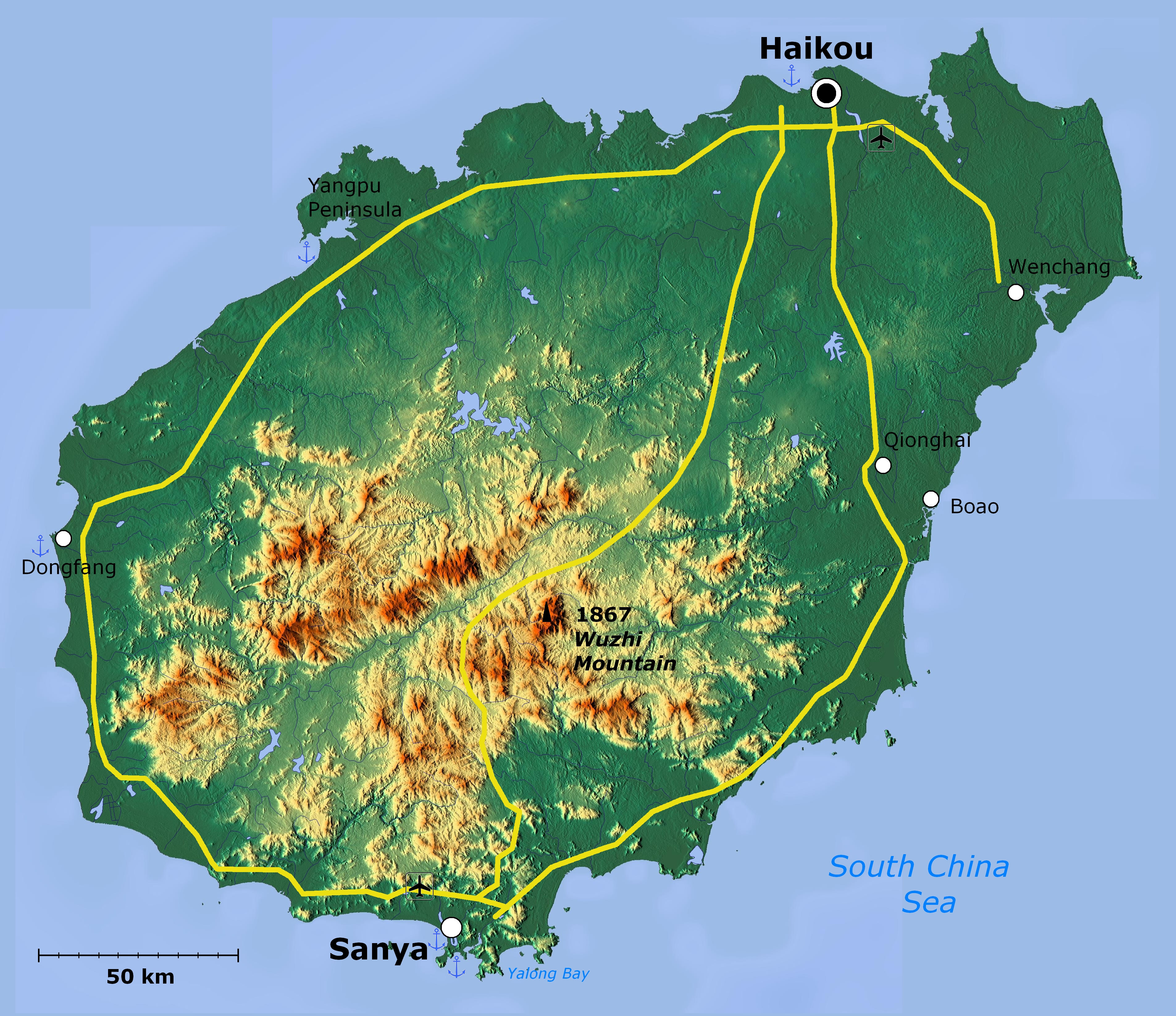
Физическая карта острова

Тропический остров Хайнань расположен на юге Китая, на одной широте с Гавайями, из-за чего часто называется «Восточными Гавайями». Его территория составляет 33 920 км². Остров омывается водами Южно-Китайского моря, служит границей между его открытой частью и Тонкинским заливом. Отделяется от полуострова Лэйчжоу узким мелководным проливом Цюнчжоу.
Хайнань долго был частью Евразии. Он отсоединился от материка в плейстоцене или плиоцене. В настоящее время его медленно сносит на юго-восток, в глубь Южно-Китайского моря.
В центре острова сохраняется восходящее движение. Высочайшая точка — Учжишань (1867 м). Ещё несколько вершин преодолевают отметку 1500 м. Хайнань считается сейсмически и вулканически активным местом. Вулканизм происходит внутри Евразийской плиты. Последнее слабое извержение наблюдали в 1933 году в уезде Чэнмай. Кратеры сгруппированы у северного побережья острова.
Хайнань богат залежами минеральных ресурсов: железа, титана, циркона, гидраргиллита (алюминия) и золота. Из прочих стоит отметить: сапфир, горный хрусталь и кварцевый песок. В морской акватории (вокруг Хайнаня) и на самом острове находятся нефтегазовые месторождения.

### Климат

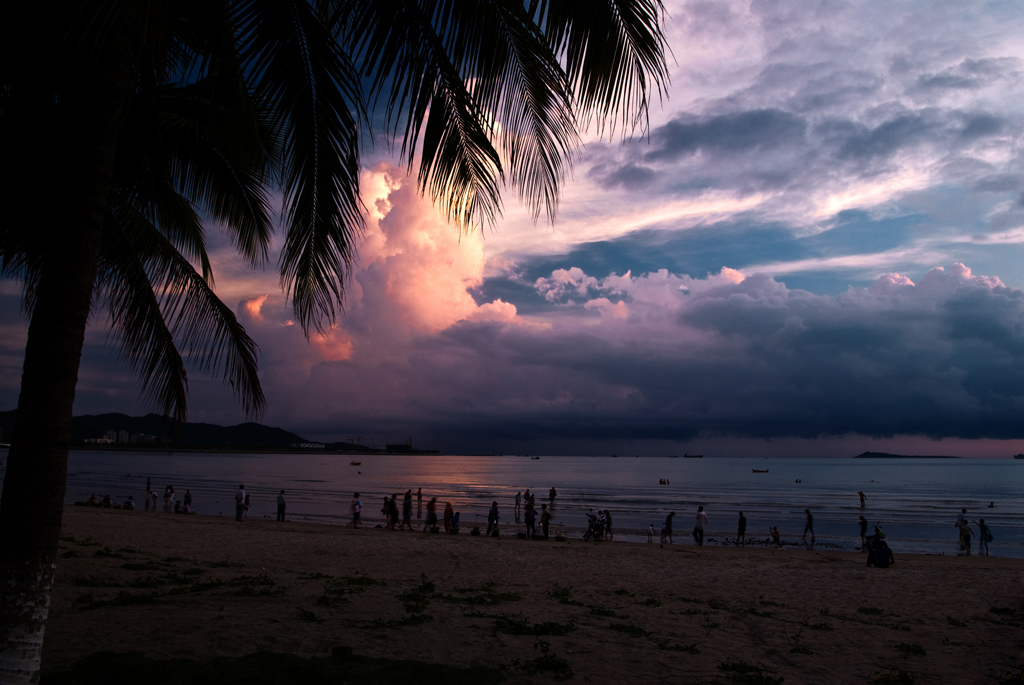
Облака летнего муссона

Климат в провинции субэкваториальный. Погодой на острове управляют тропические муссоны, которые связаны с сезонными миграциями внутритропической зоны конвергенции (метеорологического экватора). Местные горы дополнительно влияют на климат. Среднемесячная температура воды — +23…+24 °С зимой и +29 °С летом. Среднегодовая температура воздуха на острове — +23…+25 °С. Самую низкую температуру воздуха (+0,4 °С) измерили в декабре в центральной горной части Хайнаня, самую высокую (+41,1 °С) отметили в мае на севере острова. Среднегодовое количество осадков возрастает от 950 мм на западе острова до 2230 мм в горах. В разных районах острова солнце светит от 1750 до 2650 часов в году. На Хайнане лето круглый год, поэтому сезоны определяют не по температуре, а по дождям и направлению преобладающих ветров.

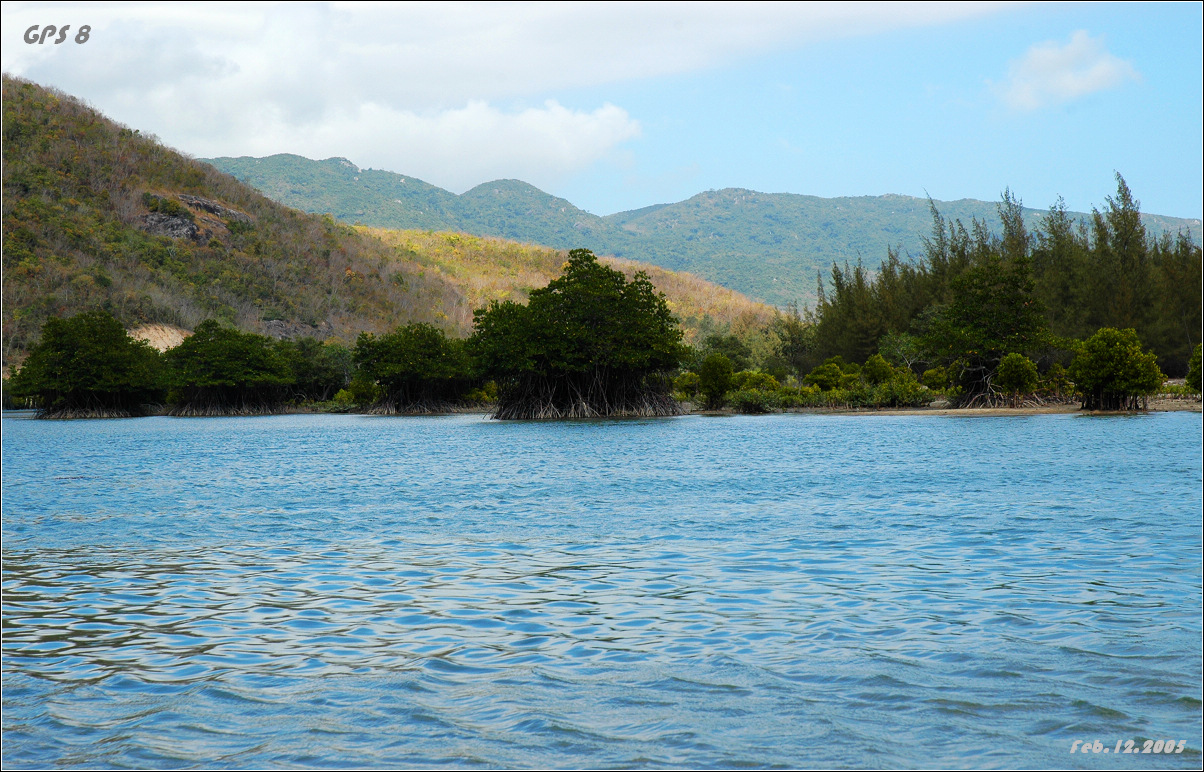
Сухой сезон (зима)

Сухой сезон (по Кёппену) продолжается от 2 месяцев на юго-восточном побережье до 6 месяцев на северо-западе острова, в среднем по Хайнаню — с декабря по март. Осадков выпадает меньше 60 мм в месяц. Средняя температура января — +17…+20 °С. Бывают похолодания ниже +20 °С днём и потепления выше +30 °С. Воздушные потоки перемещаются из азиатского (сибирского) антициклона в экваториальную депрессию у южного побережья Индонезии.
Сезон дождей сильнее всего проявляется в горах и наиболее долго — на юго-восточном побережье (Ваньнин). Пик дождей приходится на август — октябрь и местами на июнь. Они вызваны столкновением воздушных масс южного и северного полушарий Земли, тайфунами и пассатными фронтами. Календарным летом ветер обычно дует из австралийского антициклона в совмещённую азиатскую и экваториальную депрессию над юго-восточным Китаем. Самые жаркие месяцы — июнь и июль со среднемесячными температурами +26…+30 °С.

### Растительность
Хайнань относится к субэкваториальным (переменно-влажным) ландшафтам, находится в пределах Индокитайской флористической области. На острове насчитывается 4579 видов исконных сосудистых растений, включая 483 эндемичных. Завезены и одичали 163 вида. Культивируются 1294.
В среднегорьях (1100—1867 м) растительность представлена вечнозелёными субтропическими лесами. Побережье и малые высоты (0 — 1100 м) покрыты тропическими лесами и саваннами. Тропические леса подразделяются на: вечнозелёные, полувечнозелёные, листопадные, мангровые и бамбуковые. Плантации и сады размещены внутри тропического пояса и доминируют над остатками дикой природы.
Растения естественных лесов и саванн
Мангровые леса находятся в приливной зоне морских заливов и бухт, здесь вода опреснена впадающими реками. В них обычны следующие растения: канделия, бругиера, люмнитцера, соннератия, ксилокарпус гранатовый и пальма нипа.

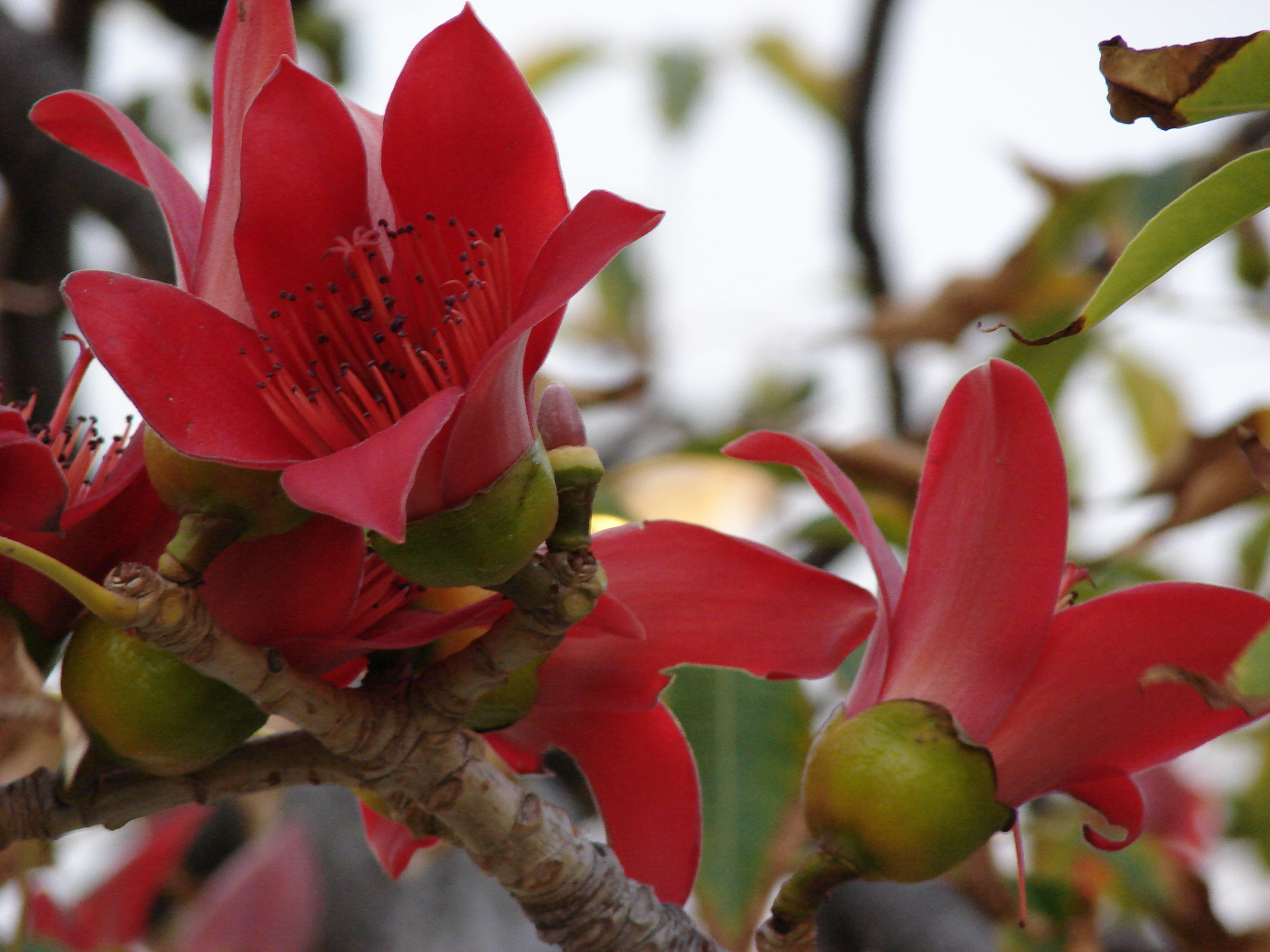
Бомбакс сейба (Bombax ceiba)

Тропические вечнозелёные леса выбрали наиболее увлажнённые склоны и распадки. В них произрастают: Vatica, эритьера, фикус, анчар, канариум, личи, криптокария, путерия, сизигиум… Тут же встречаются: саговники, пальмы (ликуала, Pinanga, аренга…) и банан. Местные хвойные — подокарп, дакридиум, дакрикарпус, нагейя — объединены в семейство подокарповые. По деревьям вьются лианы: энтада, рафидофора, Fissistigma…
Тропические листопадные леса характерны для западных и внутренних районов Хайнаня. Здесь растут: терминалия, альбиция, эритрина, бомбакс сейба, Lannea, Garuga floribunda, момбин, лагерстрёмия, Markhamia, Aporosa… Реже попадаются вечнозелёные растения, например: лонган, хурма и кастанопсис.
Саванны занимают северо-запад острова, для них обычны: альбиция, Streblus, сосна, беккея, триостренница…
В горных аналогах субтропических лесов фон образуют несколько семейств: буковые (кастанопсис, литокарпус, циклобаланопсис), лавровые (коричник, Machilus, Neolitsea…), чайные, включая сам чай, и магнолиевые. Присутствуют также: древовидные папоротники, маслина, падуб, алтингиевые и вересковые (рододендрон, лиония). Хвойные представлены: сосной, кетелеерией, куннингамией и головчатым тисом.

#### Растения плантаций и садов
В плантациях культивируются: гевея-каучуконос, эвкалипт (для изготовления бумаги), масличная пальма, казуарина, сосна и чай. Плодовые растения включают: кокосовую пальму, кофейное дерево, личи, манго, цитрусы, бананы, ананасы, джекфрут, рис, маниок и др.

### Животный мир
Наземная, пресноводная и морская фауны провинции включены соответственно в Индо-Малайскую, Сино-Индийскую и Индо-Тихоокеанскую области. Это край необычных зверей, удивительно красивых птиц и бабочек, ядовитых змей и коралловых рифов.

#### Млекопитающие
Млекопитающие на Хайнане представлены около 85 видами. Самый непривычный представитель этого класса на Хайнане — китайский ящер, который питается термитами и муравьями и защищается пластинками. В прибрежной акватории водятся дюгонь и китайский дельфин. На суше обитают: макак-резус и хайнаньский гиббон, их дальняя родственница тупайя и малайский дикобраз. Несмотря на сильный антропогенный пресс, на острове уцелели: кабан, олень-лира, индийский замбар и другие крупные животные. Местные хищники делятся на собакообразных и кошкообразных.
- Собакообразные хищники: гималайский медведь, китайский барсук, харза, восточная бескоготная выдра…
- Кошкообразные хищники: дымчатый леопард, бенгальская кошка, мангуст-крабоед, азиатская цивета, мусанг…

В кронах деревьев кормятся 8 видов белок и летяг. В подстилке копошатся 8 видов крыс и ещё несколько грызунов. В земле орудуют белозубки и Mogera insularis. Редкий хайнаньский заяц держится лугов. Из уймы местных рукокрылых наиболее интересны летучие собаки, например индийский крылан.

#### Земноводные и пресмыкающиеся
Одни змеи провинции безобидны для человека, другие представляют опасность. К опасным относятся: королевская кобра, белогубая куфия и ленточный крайт. В море могут укусить: кольчатый плоскохвост и двухцветная пеламида. Местный питон полагается не на яд, а на силу; он беспокоит фермеров, нападая на домашних животных. Среди множества ящериц выделяется полосатый варан, который лишь немного уступает в размерах знаменитому комодскому родственнику. Хайнаньские черепахи связаны с пресной водой и морем.
Амфибии представлены: тритоном и десятками видов разноцветных лягушек, живущих в воде и на земле.

#### Птицы
Птицы Хайнаня включают примерно 456 видов. В лесах обитает дикий предок домашних кур — банкивская джунглевая курица. Павлинов нет, но есть павлиний фазан. Aviceda jerdoni, восточная масковая сипуха — это лишь начало длинного списка хищных птиц острова. Для провинции характерны: дронговые, нектарницы, личинкоеды, мухоловки, суторы, дятлы, голуби и другие пернатые.
Велико разнообразие водно-болотных птиц, зарегистрированы: красноклювый фаэтон, китайская чайка, мандаринка, индийский клювач, серый пеликан, чёрный волчок, малая колпица и т. д..
Хайнань славится обилием нарядно окрашенных птиц. Это кровавая иволга, белошейная альциона, черно-бурый бородастик, питта-нимфа, рыжеголовый трогон, длиннохвостый ширококлюв…

#### Рыбы
На Хайнане обнаружено 154 вида пресноводных рыб — как родных для острова (138 видов), так и привнесённых человеком (16 видов). В прилегающей морской акватории встречаются сотни других наименований рыб, из которых несколько десятков являются промысловыми.
|                                            |  |                |  |                |  |                      |  |                             |
| Plesiomyzon baotingensis — эндемик Хайнаня |  | Парусник Парис |  | Китайский ящер |  | Розовогрудый попугай |  | Гигантская Nephilia pilipes |

## История
После того, как в 111 году до н. э. империя Хань захватила Намвьет, Хайнань впервые вошёл в состав централизованного Китайского государства, однако присутствие китайцев ограничивалось лишь военным лагерем на севере острова.
После того, как в VI веке китайские земли объединились в составе империи Суй, остров Хайнань был впервые официально включён в состав страны. После смены империи Суй на империю Тан в 631 году была создана Цюнчжоуская область (琼州), от названия которой и происходит топоним «Цюн» (琼), служащий теперь для краткого обозначения Хайнани.
Во времена монгольской империи Юань остров входил в земли, находившиеся под управлениям Хугуанского син-чжуншушэна. После свержения власти монголов и создания империи Мин Цюнчжоуская область была в 1368 году поднята в статусе, и стала Цюнчжоуской управой (琼州府), подчинённой Гуандунскому бучжэнши (чиновнику, управлявшему землями современной провинции Гуандун). Усилилась китайская колонизация, и под давлением приезжих с континента хайнаньские аборигены были оттеснены к южному побережью.
Во времена империи Цин после поражения страны в Первой опиумной войне на острове Хайнань в соответствии с Тяньцзиньским договором 1858 года был открыт порт для торговли с иностранцами. В 1905 году Ячжоуская область (崖州) была выведена из подчинения властям Цюнчжоуской управы, став Ячжоуской непосредственно управляемой областью (崖州直隶州), а Ваньчжоуская область (万州) была наоборот, понижена в статусе, став уездом Ваньсянь (万县), и включена в состав Ячжоуской непосредственно управляемой области. После Синьхайской революции в Китае была проведена реформа структуры административного деления, в результате которой управы и области были упразднены, а уезды острова Хайнань стали подчиняться напрямую властям провинции Гуандун.
Республиканские власти начали рассматривать вопрос о выделении острова Хайнань в отдельную провинцию. 7 декабря 1931 года был создан Цюнъяский особый район (琼崖特别区), подчинённый напрямую правительству страны, главой особого района стал У Чаошу.
Во время войны с Японией японские войска десантировались на севере острова 10 февраля 1939 года, и за две недели взяли его под контроль.

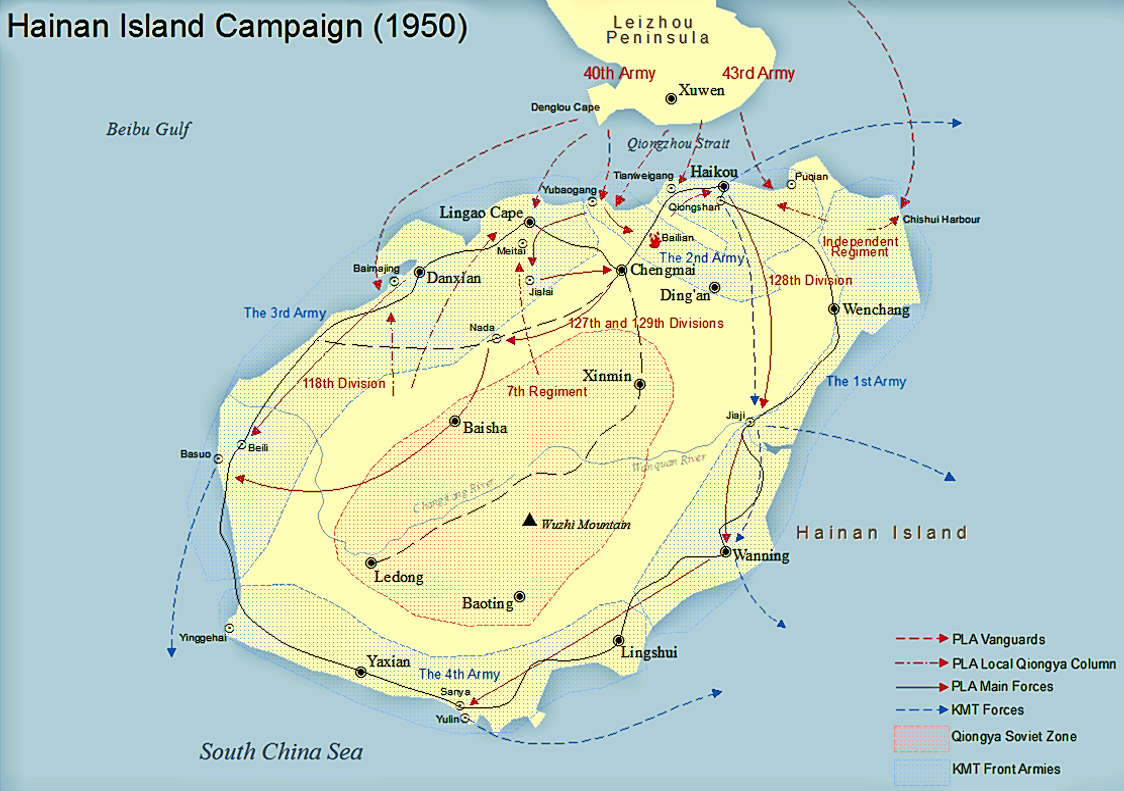
Хайнаньская операция НОАК. Весна 1950 года.

После окончания войны гоминьдановские власти переименовали Цюнъяский особый район в Хайнаньский особый административный район (海南特别行政区). 1 октября 1949 года, когда была провозглашена Китайская Народная Республика, остров Хайнань всё ещё оставался под контролем правительства Гоминьдана. Хайнаньскую кампанию войска КНР провели лишь весной 1950 года.
Планировалось, что в составе провинции Гуандун эти места станут Специальным районом Цюнъя (琼崖专区), состоящим из города Хайкоу и 16 уездов, однако после реального включения этих мест в состав КНР был образован Административный район Хайнань (海南行政区), а Хайкоу стал городом провинциального подчинения.
20 апреля 1952 года был создан Хайнань-Ли-Мяоский автономный район уездного уровня (海南黎族苗族自治区), в состав которого вошла вся юго-западная половина острова.
17 октября 1955 года Хайнань-Ли-Мяоский автономный район был преобразован в Хайнань-Ли-Мяоский автономный округ (海南黎族苗族自治州).
В 1958 году Хайкоу был понижен в статусе и подчинён властям Административного района Хайнань, уезды Цюндун, Лэхуэй и Ваньнин были объединены в уезд Цюнхай, уезды Динъань и Туньчан — в уезд Динчан (定昌县), уезды Чэнмай и Линьгао — в уезд Цзиньцзян (金江县). В декабре 1958 года структуры Хайнань-Ли-Мяоского автономного округа были слиты со структурами Административного района Хайнань. Тогда же, в 1958 году, КНР заявила претензии на острова Южно-Китайского моря, и в 1959 году в Хайкоу была образована «Администрация архипелага Сиша, архипелага Наньша и архипелага Чжунша» (西沙群岛、南沙群岛、中沙群岛办事处). В 1959 году уезд Цзиньцзян был переименован в Чэнмай, а в конце 1959 года был воссоздан уезд Ваньнин. В 1961 году уезд Динчан был снова разделён на уезды Динъань и Туньчан, а из уезда Чэнмай был вновь выделен уезд Линьгао.
В феврале 1962 года был восстановлен Хайнань-Ли-Мяоский автономный округ.
В 1970 году Административный район Хайнань был переименован в Округ Хайнань (海南地区), но в 1972 году округ снова стал административным районом.
31 декабря 1987 года был расформирован Хайнань-Ли-Мяоский автономный округ, и все входившие в него административные единицы уездного уровня стали подчиняться напрямую властям административного района.
13 апреля 1988 года Административный район Хайнань был преобразован в отдельную провинцию Хайнань; Хайкоу стал местом пребывания властей провинции.
Постановлением Госсовета КНР от 26 сентября 1987 года городской уезд Санья был преобразован в городской округ Санья.
Постановлением Госсовета КНР от 6 ноября 1992 года уезд Цюнхай был преобразован в городской уезд.
Постановлением Госсовета КНР от 3 марта 1993 года уезд Даньсянь был преобразован в городской уезд Даньчжоу.
Постановлением Госсовета КНР от 8 апреля 1994 года уезд Цюншань был преобразован в городской уезд.
Постановлением Госсовета КНР от 7 ноября 1995 года уезд Вэньчан был преобразован в городской уезд.
Постановлением Госсовета КНР от 5 августа 1996 года уезд Ваньнин был преобразован в городской уезд.
Постановлением Госсовета КНР от 12 марта 1997 года был упразднён Дунфан-Лиский автономный уезд и образован городской уезд Дунфан, подчинённый напрямую провинциальным властям.
В соответствии с постановлением Госсовета КНР от 5 июля 2001 года, с 18 августа 2001 года городской уезд Тунши был переименован в городской уезд Учжишань.
Постановлением Госсовета КНР от 16 октября 2002 года городской уезд Цюншань был упразднён, а его территория была присоединена к Хайкоу.
Постановлением Госсовета КНР от 24 июля 2012 года «Администрация архипелага Сиша, архипелага Наньша и архипелага Чжунша» была преобразована в городской округ Саньша; власти нового городского округа разместились на острове Юнсин.
19 февраля 2015 года городской уезд Даньчжоу был преобразован в городской округ.

## Население

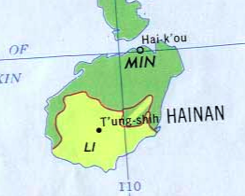
Исторические этнолингвистические группы на Хайнане, карта 1967 года. В регионе, закрашенном темно-зелёным, преобладает хайнаньский язык миньской группы китайского языка, в то время как люди в регионе, закрашенном бледно-жёлтым, в основном говорят на Языки ли.
(Ссылка на всю карту)

В настоящее время население Хайнаня представлено следующими народностями: ханьцы — 7 139 531 чел. (84 %), ли — 1 370 346 чел. (14,7 %), мяо — 71 718 чел. (0,7 %), хуэйцзу — 36 382 чел. Плотность населения — низкая по сравнению с большинством прибрежных провинций Китая.
В 2000 году этнические группы Хайнаня включали хайнаньцев (ханьский субэтнос), которые составляли большинство (84 % населения) и говорят на местном языке миньской группы; ли (хлай) (14,7 % населения); мяо (0,7 %) и чжуанов (0,6 %). Ли, которые говорят на тай-кадайских языках, являются крупнейшей коренной группой на острове. На Хайнане также встречаются уцулы, потомки беженцев тямов, которых китайское правительство классифицирует как хуэйцев из-за их принадлежности к исламу. В заливе Санья живёт община народности танка.
Народность ли в основном проживает в девяти городах и уездах в средней и южной части Хайнаня — городах Санья, Учжишань и Дунфан, автономных уездах ли Байша, Линшуй, Ледун и Чанцзян, в автономных уездах народов ли и мяо Цюнчжун и Баотин. Остальные ли живут в других местах на Хайнане рядом с другими этническими группами в Даньчжоу, Ваньнине, Цюнхае, Линшуе и Туньчане. Площадь, населенная этнической группой ли, составляет 18 700 км² (около 55 % от общей площади провинции).
Хотя лимгао (онбэ), проживающие недалеко от столицы (8 % населения Хайнаня), являются коренным народом и не говорят на китайском языке, китайское правительство считает их ханьцами.

### Языки
Большинство людей на Хайнане говорят на языке китайской разновидности миньской группы, известной как хайнаньский язык. Население также говорит на других китайских идиомах и некитайских языках:
- Севернокитайский язык особенно распространен в Санья.
  - В городе Ячэн, а также в его окрестностях, расположенных в нескольких десятках километров к западу от Хуэйхуэй и Хуэйсинь, говорят на так называемом военном диалекте севернокитайского языка.
- Некоторые жители говорят на кантонском диалекте, особенно в Хайкоу.
- В деревне Янлань на северо-востоке острова говорят на двух миньских диалектах, оба из которых тесно связанны с кантонским диалектом: диалекте майхуа[англ.] и диалекте даньчжоу[англ.], на котором говорят в деревне Хайпо на юге. Это тот же диалект, что и диалект, на котором говорят в Даньчжоу в северной части острова.
- Ли, чжуаны и лимгао[англ.] говорят на тай-кадайских языках.
- Мяо говорят на хмонг-мьенских языках.
- Около 4500 уцулов проживают в деревнях Янлань (羊栏) и Хуэйсинь (回新) на окраине Саньи. Они говорят на цатском языке, входящем в чамские языки австронезийской семьи.

#### Социолингвистика
Путунхуа является лингва франка между различными этническими группами острова. Взрослые, являющиеся членами национальных меньшинств, также имеют довольно высокий уровень грамотности на китайском языке. Большинство взрослых говорят на нескольких китайских диалектах, а некоторые также говорят на языках ли.
Когда тямы общаются с хайнаньцами, они используют хайнаньский язык, хотя молодежь обычно использует севернокитайский язык. Не многие могут общаться на языке ли, поэтому часто используется хайнаньский или севернокитайский язык.
На рынке в муниципалитете Санья чамоязычные используют между собой чамский язык, а с другими в основном общаются на хайнаньском языке. На рынках, однако, около правительственного здания поселка Янлан тямы используют либо хайнаньский язык, либо диалект майхуа.

## Административное деление
Провинция Хайнань делится на 4 городских округа, 5 городов субокружного уровня, 4 уезда провинциального подчинения и 6 автономных районов провинциального подчинения:
| Карта | Карта                              | Карта              | Карта                            | Карта            | Карта         |
| --- | ---------------------------------- | ------------------ | -------------------------------- | ---------------- | ------------- |
| Хайкоу Санья Саньша Даньчжоу Учжишань Цюнхай Вэньчан Ваньнин Дунфан Динъань Туньчан Чэнмай Линьгао Байша-Лиский · автономный · уезд Чанцзян-Лиский · автономный · уезд Лэдун-Лиский · автономный уезд Линшуй-Лиский · автономный · уезд Баотин-Ли-Мяоский · автономный · уезд Цюнчжун-Ли-Мяоский · автономный уезд █ Единицы уездного уровня, · подчинённые напрямую · властям провинции ☐ Суверенитет над Саньшей оспаривается, см. · Территориальные споры в Южно-Китайском море. |                                    |                    |                                  |                  |               |
| Статус | Название                           | Иероглифы          | Пиньинь                          | Население (2020) | Площадь (км²) |
| Городской округ | Хайкоу                             | 海口市             | Hǎikǒu shì                       |                  |               |
| Городской округ | Санья                              | 三亚市             | Sānyà shì                        |                  |               |
| Городской округ | Саньша                             | 三沙市             | Sānshā shì                       |                  |               |
| Городской округ | Даньчжоу                           | 儋州市             | Dānzhōu shì                      |                  |               |
| Город субокружного уровня | Учжишань                           | 五指山市           | Wǔzhǐshān shì                    |                  |               |
| Город субокружного уровня | Цюнхай                             | 琼海市             | Qiónghǎi shì                     |                  |               |
| Город субокружного уровня | Вэньчан                            | 文昌市             | Wénchāng shì                     |                  |               |
| Город субокружного уровня | Ваньнин                            | 万宁市             | Wànníng shì                      |                  |               |
| Город субокружного уровня | Дунфан                             | 东方市             | Dōngfāng shì                     |                  |               |
| Уезд провинциального подчинения | Динъань                            | 定安县             | Dìng'ān xiàn                     |                  |               |
| Уезд провинциального подчинения | Туньчан                            | 屯昌县             | Túnchāng xiàn                    |                  |               |
| Уезд провинциального подчинения | Чэнмай                             | 澄迈县             | Chéngmài xiàn                    |                  |               |
| Уезд провинциального подчинения | Линьгао                            | 临高县             | Língāo xiàn                      |                  |               |
| Байша-Лиский автономный уезд | Байша-Лиский автономный уезд       | 白沙黎族自治县     | Báishā Lízú zìzhìxiàn            |                  |               |
| Чанцзян-Лиский автономный уезд | Чанцзян-Лиский автономный уезд     | 昌江黎族自治县     | Chāngjiāng Lízú zìzhìxiàn        |                  |               |
| Лэдун-Лиский автономный уезд | Лэдун-Лиский автономный уезд       | 乐东黎族自治县     | Lèdōng Lízú zìzhìxiàn            |                  |               |
| Линшуй-Лиский автономный уезд | Линшуй-Лиский автономный уезд      | 陵水黎族自治县     | Língshuǐ Lízú zìzhìxiàn          |                  |               |
| Баотин-Ли-Мяоский автономный уезд | Баотин-Ли-Мяоский автономный уезд  | 保亭黎族苗族自治县 | Bǎotíng Lízú Miáozú zìzhìxiàn    |                  |               |
| Цюнчжун-Ли-Мяоский автономный уезд | Цюнчжун-Ли-Мяоский автономный уезд | 琼中黎族苗族自治县 | Qióngzhōng Lízú Miáozú zìzhìxiàn |                  |               |

## Вооружённые силы
В Хайкоу и Санье расположены военно-морские базы Южного флота; в Даньчжоу — штаб 624-й ракетной бригады; в Вэньчане — одноимённый космодром. Также на острове дислоцируется бригада морской пехоты.

## Экономика

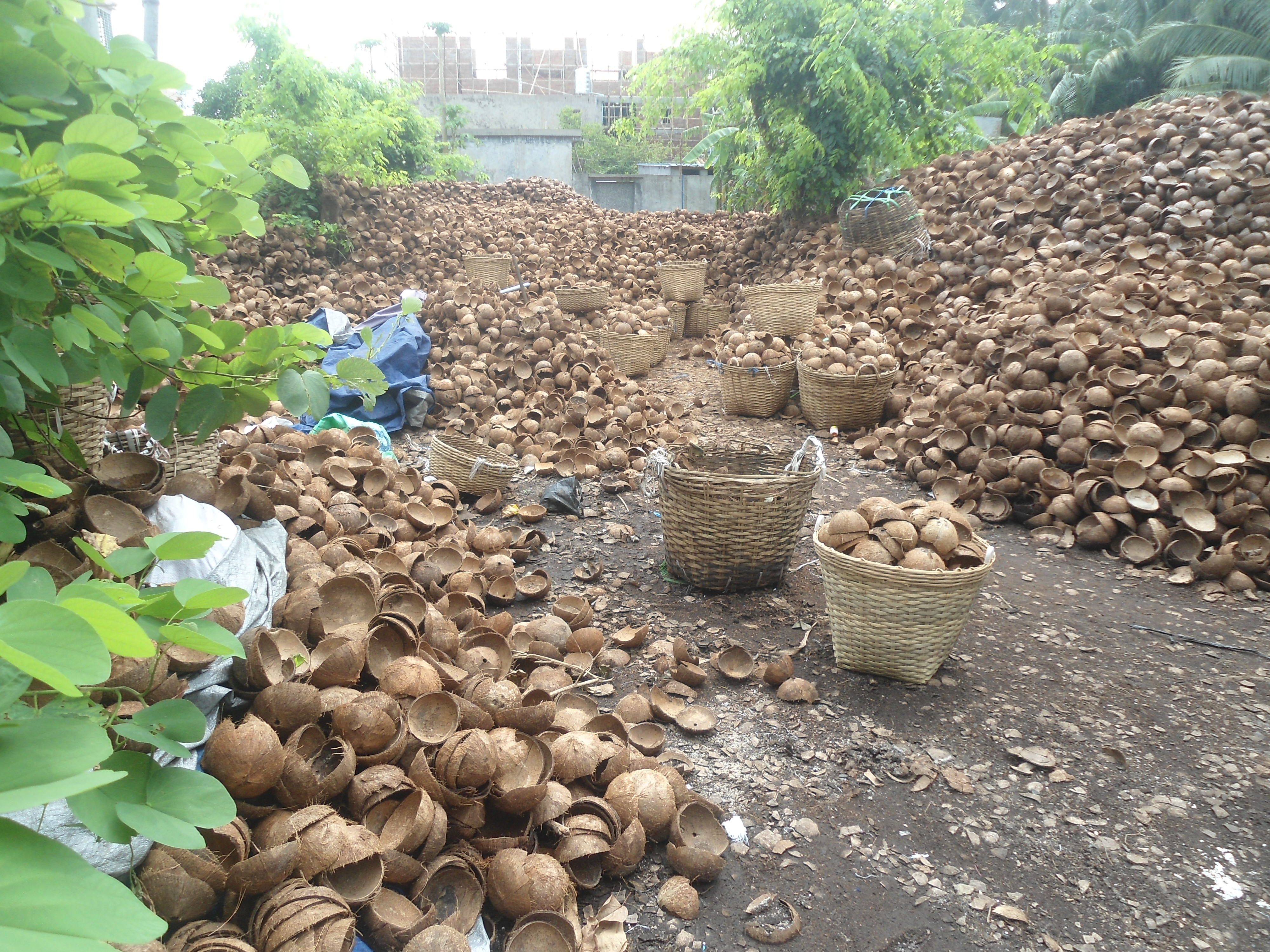
Кустарная переработка кокосов

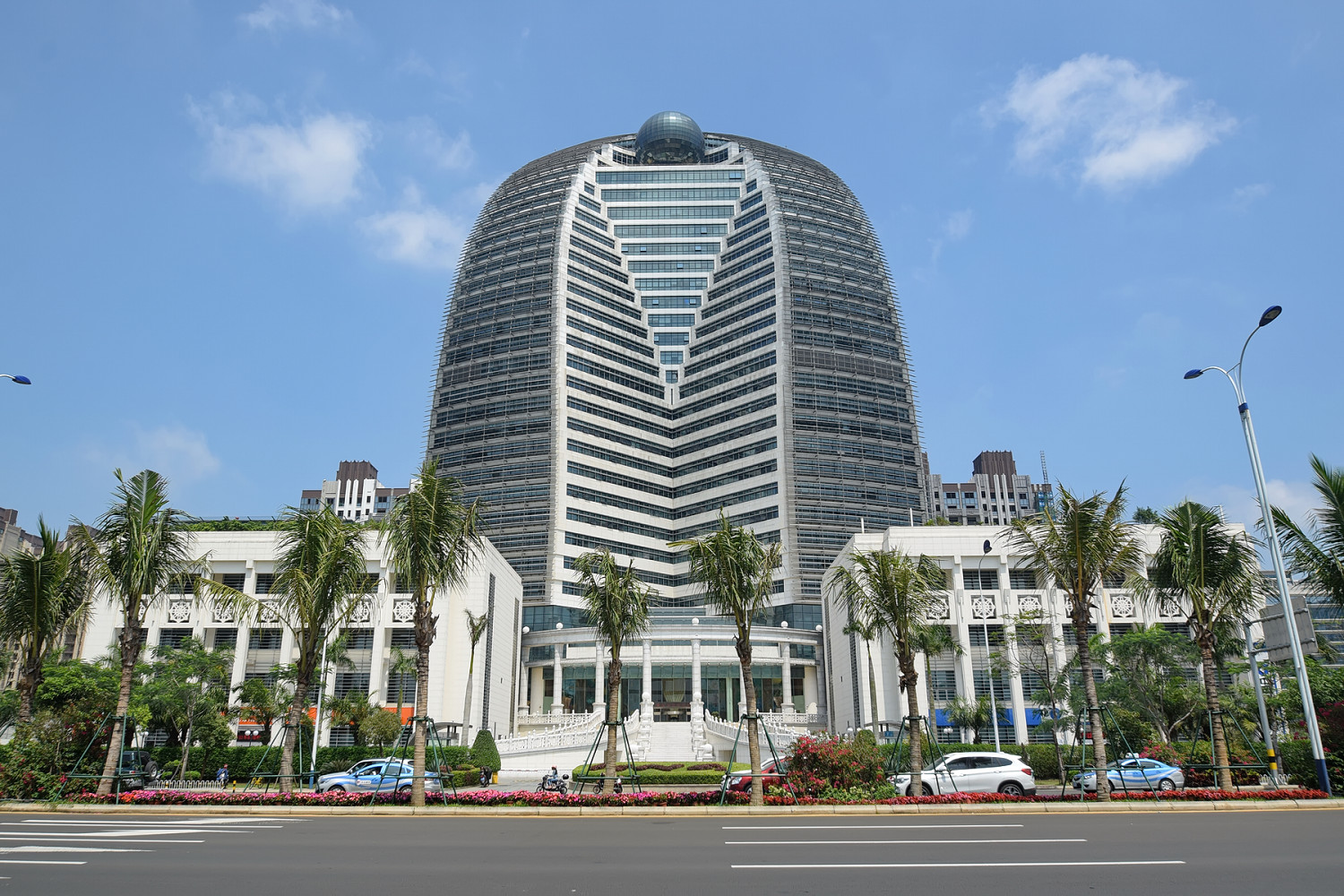
Штаб-квартира конгломерата HNA Group

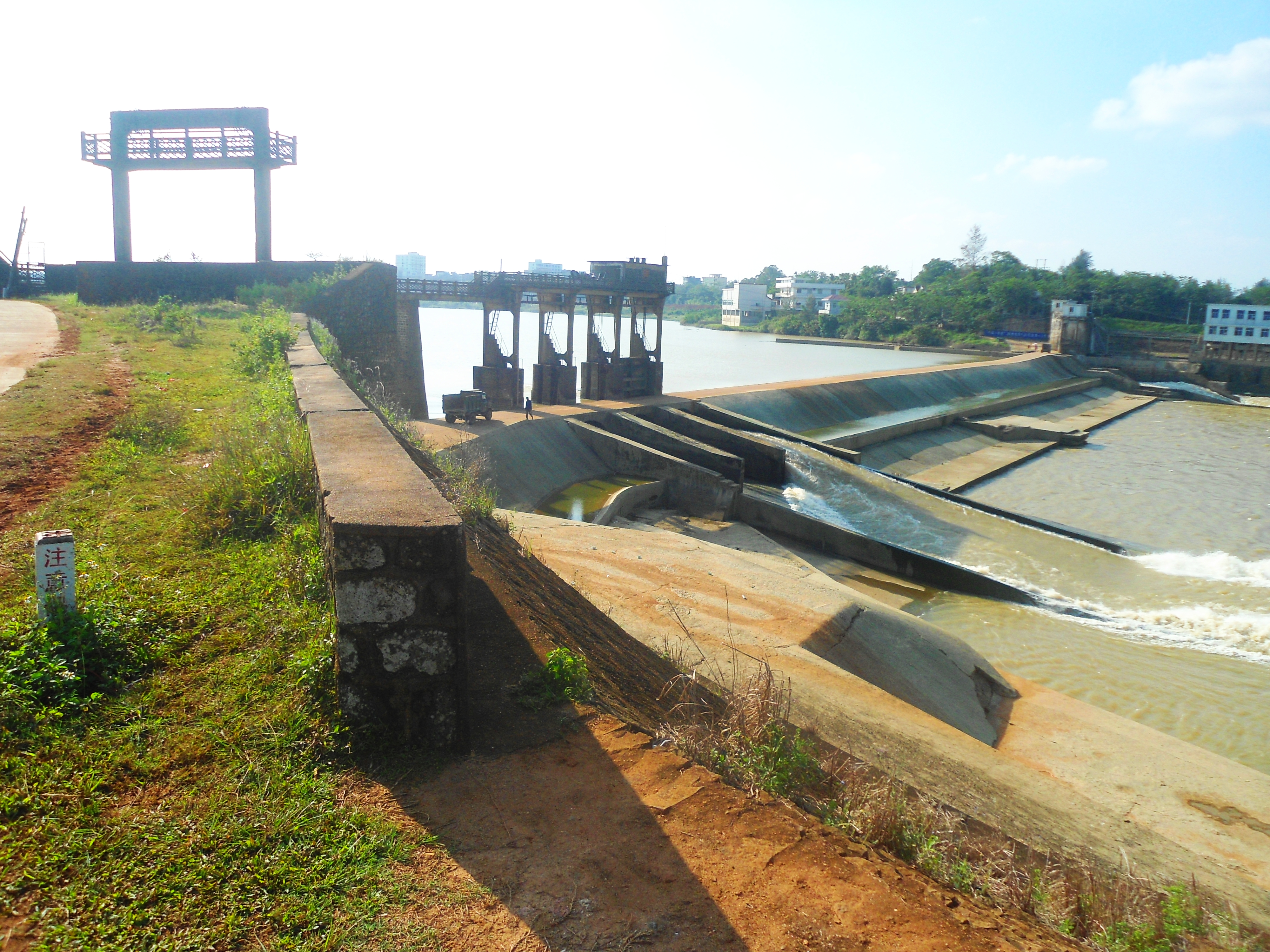
ГЭС Лунтан

Основные отрасли экономики провинции — пляжный и медицинский туризм, беспошлинная торговля, логистика, грузовое судоходство, пассажирские авиаперевозки, плантационное хозяйство, семеноводство, офшорная добыча нефти и газа, строительство и коммерческая космонавтика.
С весны 2018 года началось строительство Хайнаньского порта свободной торговли. В апреле 2021 года на Хайнане началось экспериментальное применение цифрового юаня.
В первом полугодии 2021 года валовой региональный продукт провинции Хайнань увеличился на 17,5 % в годовом выражении и составил 288,59 млрд юаней (около 44,59 млрд долл. США). Общий объём розничных продаж потребительских товаров на Хайнане составил 117,04 млрд юаней (около 18,07 млрд долл. США), что на 46,4 % больше по сравнению с аналогичным периодом 2020 года и на 22,7 % больше по сравнению с тем же периодом 2019 года.
Добавленная стоимость во первичном секторе Хайнаня составила 61,49 млрд юаней (около 9,50 млрд долл. США), увеличившись за данный период на 5,1 %. Добавленная стоимость во вторичном секторе экономики выросла на 13,4 % в годовом исчислении до 49,73 млрд юаней (около 7,68 млрд долл. США), а добавленная стоимость в третичном секторе экономики выросла на 23,7 % в годовом исчислении до 177,37 юаней (около 27,39 млрд долл. США): при этом доля сферы услуг в структуре ВВП провинции составила порядка 79,5 %.
В первом полугодии 2021 года фактическое использование иностранного капитала на острове составило 950 млн долл. США, увеличившись на 623,6 % в годовом исчислении. Общий объём импорта и экспорта услуг провинции достиг 13,68 млрд юаней (около 21,12 млрд долл. США), что на 81,2 % больше по сравнению с аналогичным периодом 2020 года.
По итогам 2021 года валовый региональный продукт (ВРП) провинции Хайнань вырос на 11,2 % (второе место по стране), добавленная стоимость сферы услуг выросла на 15,3 %; общий объём продаж магазинов беспошлинной торговли составил 60,17 млрд юаней (+ 84 % в годовом исчислении); доходы от туризма составили 138,43 млрд юаней, а общее число принятых туристов превысило 81 млн человек (+ 25,5 %); доходы интернет-индустрии превысили 150 млрд юаней, увеличившись более чем на 30 %.
В 2023 году ВРП провинции Хайнань вырос на 9,2 %. Туристический поток увеличился на 49,9 %, а доходы от туризма выросли на 71,9 %.

### Сельское хозяйство и рыболовство
На острове есть плантации манго, бананов, ананасов, кофе, чая, кокосов и сахарного тростника. В 2023 году общая площадь каучуковых плантаций на острове достигла 523,33 тыс. га, а объём производства каучука — 347,9 тыс. тонн. На Хайнань пришлось 41,7 % от общего объёма производства каучука в Китае. Крупнейшим игроком на каучуковом рынке провинции является компания Hainan Rubber.
Хайнань экспортирует в Гуандун и за рубеж тилапию, скумбрия, морского леща и ставриду, а также продукты их переработки (консервы и гидролизованный коллаген). Основными покупателями хайнаньской рыбы выступают США, страны Латинской Америки и Европейского Союза, а также Япония и Южная Корея.
Поселок Дапо обеспечивает треть производства перца в Китае.

### Промышленность
Промышленность сконцентрирована в северной части острова, в районе столицы провинции — города Хайкоу. Здесь расположен автомобильный завод компании Haima Automobile (совместное предприятие FAW Group и Hainan Automobile Group).
У побережья острова установлены многочисленные глубоководные нефтегазовые платформы компании China National Offshore Oil Corporation. Добытый природный газ обеспечивает потребности провинции Хайнань и экспортируется в провинцию Гуандун.

### Энергетика
В марте 2021 года в провинции Хайнань началось строительство двух атомных энергоблоков. Активно развиваются сети водородных и электрических заправочных станций.
В прибрежных водах работают оффшорные ветроэлектростанции, на солончаковых землях — солнечные электростанции.

### Сфера услуг

#### Туризм
В Санье и Хайкоу развиты туризм и индустрия развлечений, имеется широкая сеть отелей разного уровня. C 1 мая 2018 года Китай предложил безвизовый въезд на Хайнань.
Граждане России могут приезжать на Хайнань без оформления визы на срок до 30 дней.
С января по апрель 2020 года туристическая отрасль провинции под влиянием эпидемии COVID-19 серьёзно пострадала, а общее число принятых туристов сократилось на 58,4 % по сравнению с тем же периодом 2019 года. По итогам 2020 года Хайнань посетило 64,559 млн туристов (77,7 % от показателя 2019 года), а общий доход от туризма составил 87,286 млрд юаней (82,5 % от показателя 2019 года). В 2020 году Хайнань поднялся на 4-е место в рейтинге внутреннего туризма, уступив лишь Пекину, Шанхаю и Чунцину.
За первое полугодие 2021 года Хайнань с туристическими целями посетили более 43,2 млн человек. Доходы туристической отрасли провинции увеличились на 260,1 % по сравнению с первым полугодием 2020 года, превысив 81,9 млрд юаней (около 12,66 млрд долл. США). По итогам 2021 года Хайнань посетило более 81 млн китайских и зарубежных туристов (+ 25,5 % в годовом исчислении). Общий доход провинции от туризма вырос на 58,6 % по сравнению с 2020 годом и составил 138,4 млрд юаней (21,7 млрд долл. США).
В 2023 году Хайнань посетило более 90 млн китайских и зарубежных туристов, что на 49,9 % больше, чем в предыдущем году. Общие доходы провинции от туризма выросли на 71,9 % в годовом исчислении и составили более 181,3 млрд юаней (25,5 млрд долл. США). За первое полугодие 2024 года Хайнань принял 495,8 тыс. иностранных туристов, что на 251,6 % больше по сравнению с таким же периодом прошлого года.

#### Розничная торговля
В 2020 году общий объём розничных продаж потребительских товаров в провинции Хайнань составил 197,463 млрд юаней (+ 1,2 % больше, чем в предыдущем году).
Важное значение для экономики острова имеют магазины беспошлинной торговли компании China Duty Free Group и других операторов, работающие в Хайкоу (в том числе в Мэйлане), Санье (в том числе в Фэнхуане) и Боао. В июле 2020 года в провинции Хайнань была увеличена квота на необлагаемые налогом покупки с 30 тыс. до 100 тыс. юаней на человека. По итогам 2020 года магазины дьюти-фри продали товаров на сумму свыше 35 млрд юаней (4,9 млрд долл.), их посетили почти 11 млн туристов.
По итогам 2021 года объём продаж 10 магазинов беспошлинной торговли достиг 60,173 млрд юаней, увеличившись в годовом исчислении на 84 %. Количество людей, совершивших покупки в магазинах дьюти-фри, составило почти 9,68 млн.

### Внешняя торговля
По итогам 2020 года объём внешней торговли провинции Хайнань вырос на 3 % до 93,3 млрд юаней (около 14,4 млрд долл. США). Экспорт из провинции упал на 19,6 % до 27,64 млрд юаней, а импорт зарубежных товаров составил 65,66 млрд юаней (+ 16,8 %). Объём импорта потребительских товаров достиг 33,71 млрд юаней, увеличившись на 109 % в годовом исчислении. В 2020 году в список крупнейших торговых партнеров провинции вошли АСЕАН, ЕС и США. В частности, товарооборот Хайнани с ЕС вырос на 36,5 % до 15,49 млрд юаней.
За первые три квартала 2021 года общая стоимость импорта и экспорта товаров провинции Хайнань составила 101,35 млрд юаней (около 15,8 млрд долл. США), превысив аналогичный показатель за весь 2020 год. Это первый случай в истории внешней торговли Хайнаня, когда объём внешней торговли превысил 100 млрд юаней в течение одного календарного года, увеличившись на 60,4 % в годовом исчислении. Объём экспорта за первые три квартала 2021 года составил 24,1 млрд юаней (+ 27,5 %), а объём импорта — 77,25 млрд юаней (+ 74,4 %). По этим показателям Хайнань занял второе место среди всех регионов Китая.
Индонезия является крупнейшим торговым партнером провинции Хайнань среди стран АСЕАН. Объём торговли между ними в 2022 году превысил 10 млрд юаней (1,46 млрд долл. США), что в три раза больше, чем в 2020 году.
В первом полугодии 2023 года общий объём внешней торговли провинции Хайнань достиг 115,16 млрд юаней (16,11 млрд долл. США), увеличившись на 26,4 % в годовом исчислении. Экспорт из провинции составил 38,2 млрд юаней с приростом на 45,1 % в годовом исчислении, в то время как импорт увеличился на 18,9 % и достиг 76,96 млрд юаней. Тремя крупнейшими торговыми партнерами провинции являются ЕС, АСЕАН и Австралия.

### Иностранные инвестиции
В 2020 году объём фактически использованных иностранных инвестиций на Хайнане составил более 3 млрд долларов США, что в два раза превысило показатели 2019 года. В провинции зарегистрировались 1005 предприятий с иностранными инвестициями, что на 197,3 % больше, чем за аналогичный период 2019 года. В секторе услуг было создано свыше 900 новых предприятий с участием иностранного капитала, что составило 90 % от их общего числа. Данные предприятия использовали инвестиций на сумму 2,65 млрд долларов, или 87 % от общей суммы всех вложений.
В 2021 году Хайнань вышел на первое место среди китайских провинций по объёму привлеченных иностранных инвестиций. В первой половине 2021 года объём фактически использованного иностранного капитала достиг 950 млн американских долларов, что на 623,61 % больше по сравнению с аналогичным периодом прошлого года.

## Транспорт

### Морской
В Хайкоу действует Хайнаньский порт свободной торговли.

### Автомобильный
Вокруг острова строится кольцевая туристическая автодорога протяжённостью около 1 тыс. км.

## Наука
Ведущими научно-исследовательскими учреждениями провинции Хайнань являются Китайская академия тропических сельскохозяйственных наук (Хайкоу) и Хайнаньский университет (Хайкоу).

## Культура
Среди народности ли сохраняется традиция строительства лодкообразных деревянных домов.

## Достопримечательности
На главной горе острова Дуншань есть коллекция огромных камней самых причудливых форм, каждый из которых имеет своё название и описан в специальном каталоге. В районе Вэньчана находятся самые крупные плантации кокосовых пальм. В бухте Ялунвань расположены: Музей раковин тропических морей и Сад бабочек.

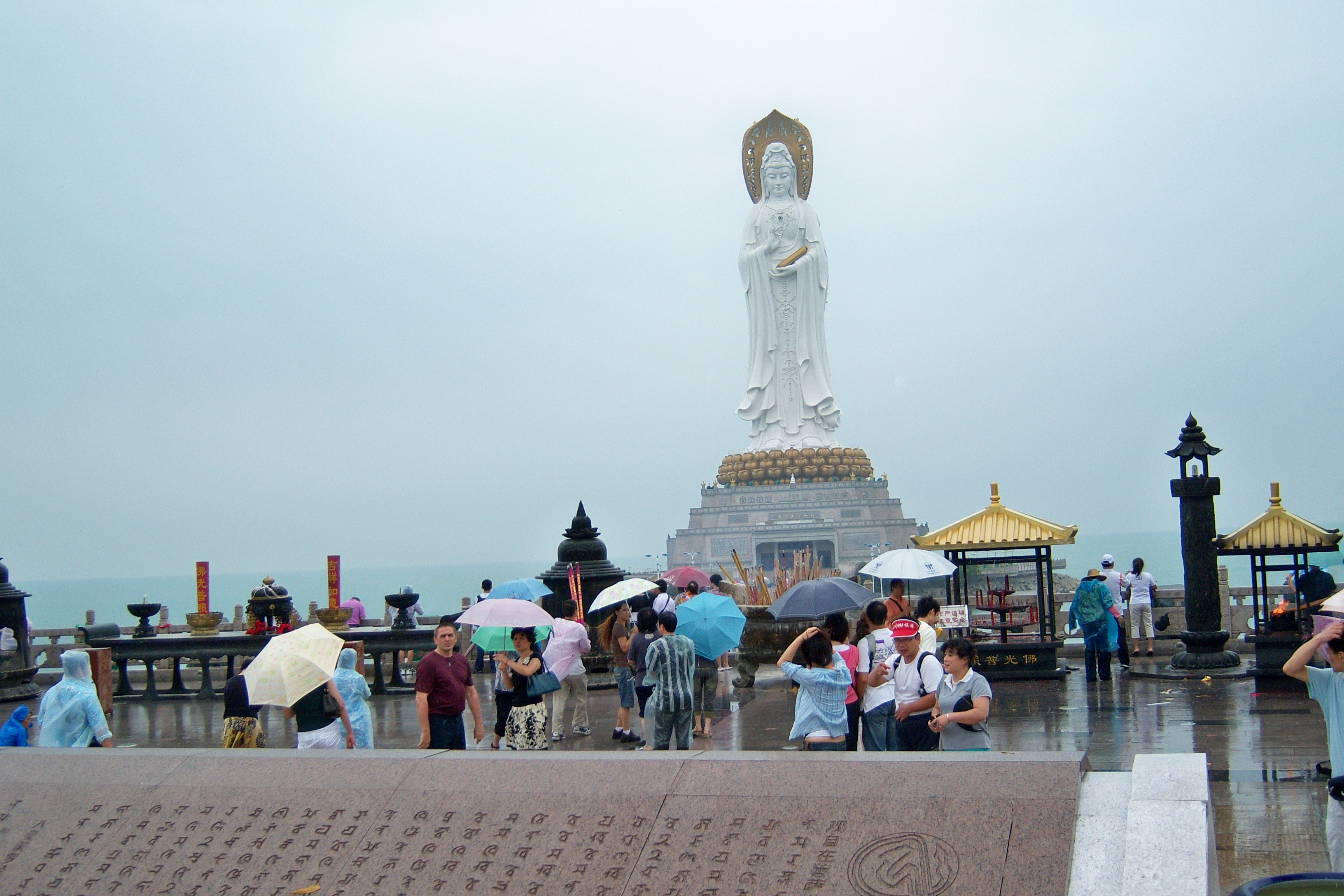
Центр буддизма «Наньшаньсы»

В 40 км от Саньи, у горы «Наньшань» («Южная Гора»), площадью 50 км², находится Международная зона туризма Наньшань, открытая в 1999 году, где располагаются монастырь Наньшань и парк Богини Гуаньинь. Всё это образует парк буддийской культуры «Наньшань». В одном из храмов находится статуя Гуаньинь весом в 140 кг, из чистого золота, занесённая в Книгу рекордов Гиннесса как самая большая золотая статуя в Азии.
В 2003 году там же была установлена 108-метровая статуя бодхисаттвы Гуаньинь.
Близ Хайкоу находится могила с памятником местному уроженцу, принципиальному чиновнику XVI в. Хай Жую.
На острове существует сеть подземных военных комплексов, точное месторасположение и назначение которых засекречено.
На севере острова выстроен искусственный архипелаг под названием Хайхуа. Формой архипелага является цветок.

## Галерея

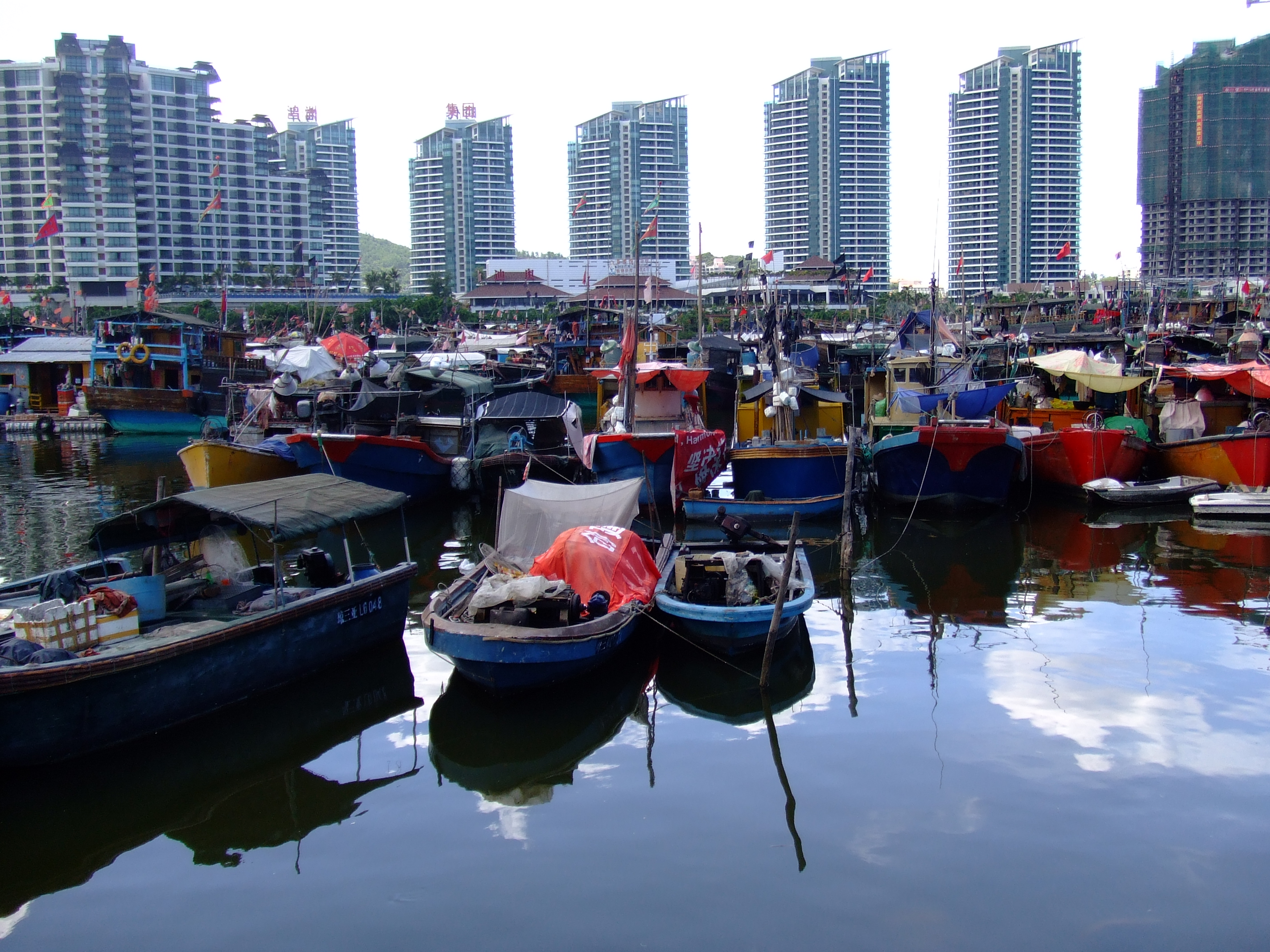
Санья
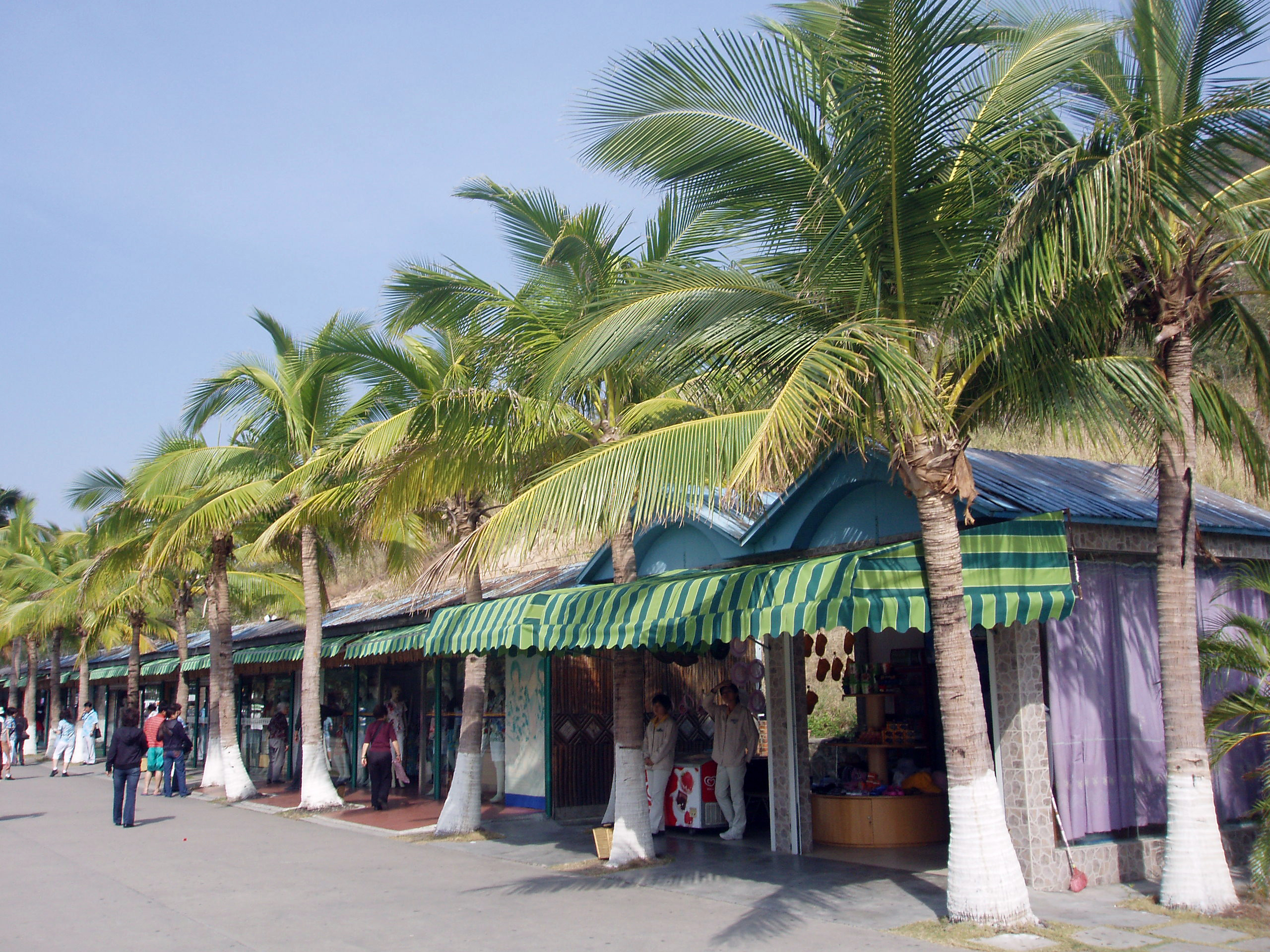
Улицы Саньи
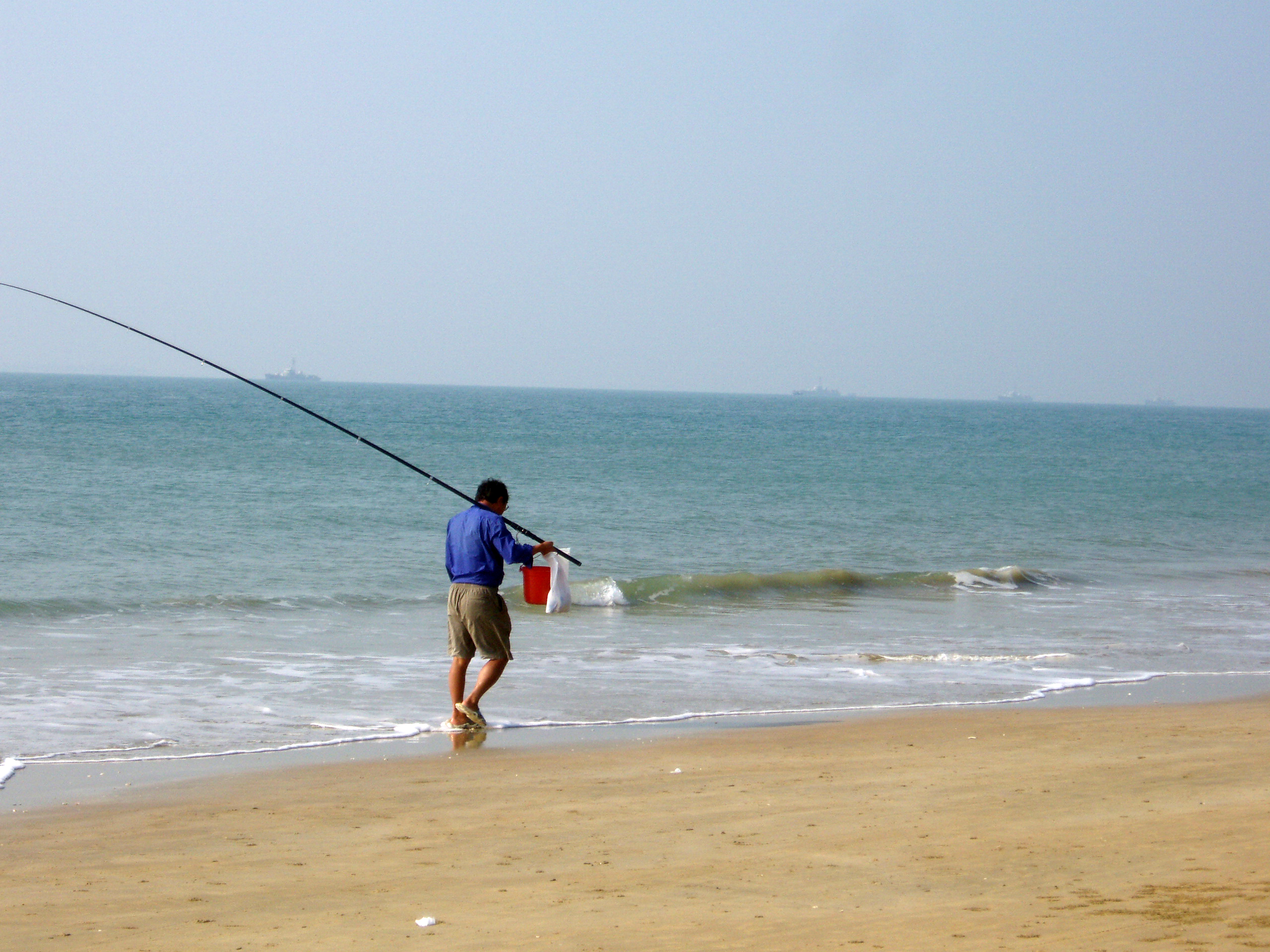
Пляжи Саньи
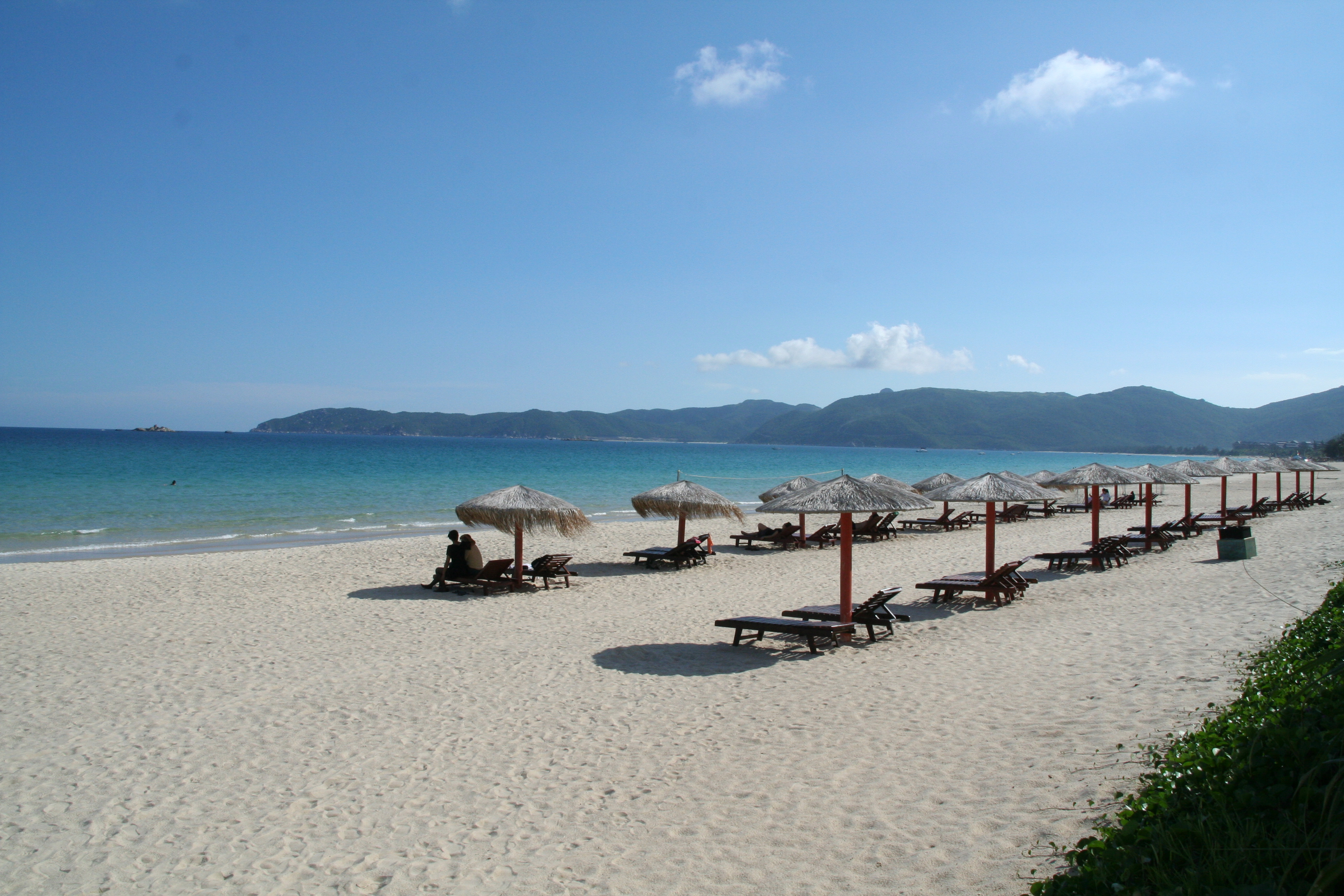
Пляжи Хайнаня